# 蒲甘王國
蒲甘王國又被称为蒲甘王朝，是缅甸历史上第一次统一全国的王朝。蒲甘王朝首都为蒲甘，位于伊洛瓦底江西岸与欽敦江汇合处。頻耶是蒲甘王國第一任國王，他於849年建立了蒲甘城，王朝始興。

## 歷史

### 建国前
公元105年，驃人建蒲甘小城。
847年，頻耶開始在蒲甘修建城寨，大興土木，使蒲甘漸漸成為大城市。

### 蒲甘王國时期
849年，蒲甘城完工，頻耶建立蒲甘王國。又有资料称
1004年（宋景德元年），蒲甘王國遣使向宋朝朝贡。
《玲外代答》，《诸番志》，《宋史》，《云簏漫钞》称为蒲干，《殊域周咨录》作补干

### 蒲甘王朝时期
1044年，阿奴律陀即位為國王；當時緬甸地區列國爭霸，蒲甘王國民眾信奉密教的支派阿利僧派。
1057年，阿奴律陀興兵南征，攻真腊、罗斛、滅直通王國。
佔領直通國後，阿奴律陀把上座部佛教傳入蒲甘王國，並立為國教，以孟族僧人善阿羅漢為國師。而後，阿奴律陀四處擴張：西征阿臘干，佔領了阿臘干的北部地區。接著，又南征勃固，勢力南达德林达依地區。之後阿奴律陀北侵，其軍隊越過八莫，直搗現在位於中國雲南的大理，之後兩國和解。阿奴律陀回軍途中，順道掸邦地區，使區內各酋長向其進貢。而後阿奴律陀還以物質援助錫蘭，讓其擊退南印度注輦國的侵犯。文治方面，阿奴律陀為了提倡佛教，大量建造佛塔，其中以瑞喜宮佛塔最為著名。阿奴律陀又參考孟族與驃族的文字，創立了自己的文字。阿奴律陀還用三年的時間，開凿皎施地區的灌溉系統。
1077年，阿奴律陀被野牛撞死，太子蘇盧繼位。蘇盧出兵討伐孟族耶曼干，蘇盧在庇固地區的叛亂中被俘，蒲甘王國的大將江喜陀逃回蒲甘，後打敗耶曼干，繼承蒲甘王位。江喜陀在位时期，28年内蒲甘王国的經濟，文化都有很大發展。江喜陀建立了很多佛寺及佛塔，其中有著名的阿難陀寺，落成時由江喜陀親自主持開光典禮，當時各地佛教徒雲集。
1106年（宋崇宁五年），蒲甘國王江喜陀遣使向宋朝朝贡，被視為大國。自江喜陀之後的諸王，或縱情奢華宴樂，或廣建寺廟，結果勞民傷財，國勢日微。
1254年，那羅梯訶波帝即位，暴虐無道，叛亂四起。蒲甘國北部的掸族勢力盛起，不斷南侵蒲甘國。
1206年，蒙古帝国由孛儿只斤铁木真在中國北方建立，65年之后的1271年第五任大汗忽必烈改国号为大元。

#### 元緬戰爭
元朝建立後，忽必烈多次遣使到蒲甘國招降，蒲甘國王不理會。
1277年，元兵進攻八莫，因氣候炎熱退兵，而後元兵又多次進攻蒲甘國。
1279年，元滅南宋，國力大增。
1283年，元兵自雲南地區進攻蒲甘國，蒲甘城破，那羅梯訶波帝向元朝投降，缅甸北部成為元朝的缅中行省。
1287年，那罗梯诃波蒂被其子杀于卑谬，元军趁乱而进，攻占蒲甘。此时，缅甸北部掸族势力崛起, 南部孟族趁机摆脱蒲甘王朝的统治，西部阿拉干宣告独立。缅甸历史上第一个统一的封建国家-蒲甘王朝已名存实亡。
元朝敗蒲甘國後，其疆土就開始分裂。掸族乘機發展勢力，1368年于緬甸東部阿瓦建立阿瓦王國。而孟族也在緬甸南部發展勢力，建都於馬達班，1369年遷都勃固，建立勃固王國。這兩个王國建立後南北交戰。

## 对外关系

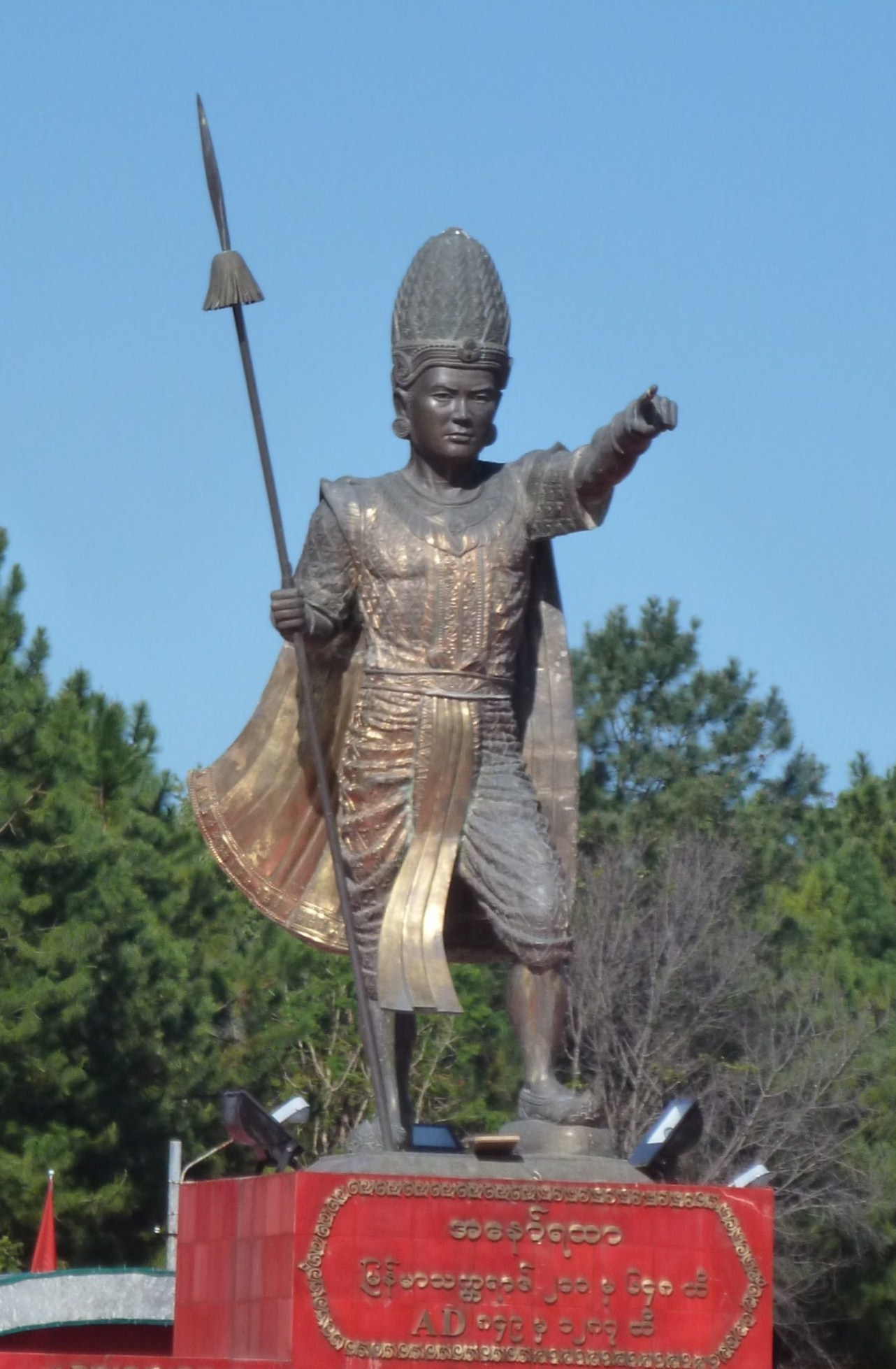
阿奴律陀雕像

公元1106年，蒲甘王朝同中国的宋朝正式发生关系。宋朝据尚书省意见待以大国之礼。另外还与云南大理国关系密切。中国的大乘佛教在蒲甘有一些影响，在11世纪建造的辛尼耶塔中，塑有中国式的弥勒佛和阿弥陀佛像。瑞喜宫塔的辅助建筑瑞陶辛塔，也具有中国塔的风格。
- 《汉书·地理志》有夫甘都卢国。法国汉学家费琅认为“夫甘”就是“蒲甘”。
- “蒲甘”最早见于成书1178年周去非所著《岭外代答》“蒲甘”条：“蒲甘国王、官员皆带金冠……有寺数十处，僧皆黄衣。[7]”徽宗崇宁五年二月曾入贡”
- 成书于1205年的《云麓漫钞》记载有来自蒲甘国的金颜香。
- （宋）《诸番志》蒲甘条:“国有诸葛武侯庙。皇朝景德元年，同三佛齐、大食国来贡，获预上元观灯，崇宁 五年又贡。[8]”

蒲甘王国交往最为密切的国家是锡兰（斯里兰卡）。阿奴律陀为蒲甘国王时期，锡兰国王维耶巴胡一世派遣使者带着珍贵的礼物去见阿奴律陀，要求蒲甘王朝帮助锡兰反对入侵者。据说阿奴律陀派出船队，送回许多礼品，但没有派军队去援助。此后，阿奴律陀又派僧侣去锡兰，并送去佛教经典。
阿拿翁薛胡时，缅、锡两国交恶，其主要原因是锡兰当时在波罗迦罗摩巴忽一世（帕拉卡马巴朗一世）统治时，积极向外发展关系，同信奉大乘佛教的柬埔寨建立了密切的关系，阿拿翁薛胡对此大为不满，下令由王室建立直接控制大象的出口，逮捕了在蒲甘的僧伽罗学者和僧侣。1165年，帕拉卡马巴胡—世派武装船队侵袭下缅甸，洗劫了勃固城。仍由于缅甸的僧伽罗僧侣出面调停，两国很快恢复了友好关系。
12世纪中叶以后，缅甸僧侣去锡兰求法，大寺派僧伽罗僧侣对缅甸的影响越来越大。最后，孟族僧侣在缅甸建立大寺派。

## 宗教
蒲甘王朝之前，缅甸人宗教主要受骠人影响(之前信仰阿利僧派佛教)，阿奴律陀南征孟人国家特别是征服直通王国后，大批孟人佛教僧侣到蒲甘，蒲甘成为缅甸此后800年中的佛教中心。
蒲甘王朝历代国王都积极扶持佛教的发展，把大量的人力、财力、物力、大片的上地赠于寺庙。据不完全统计，在蒲甘王朝的200余年间，投献给寺院的土地达208,000派（36490英亩），劳动人口21,983，银119,101克拉（缅两）。都城蒲甘附近大、小寺塔达4000多座，其中许多寺塔如瑞喜宮佛塔、阿难陀寺、他冰喻寺，规模宏大，结构严谨，前后历时几十年才建成。上座部佛教由于王室的支持和自己的经济基础，得以迅速发展。11世纪末，在蒲甘城就有憎侣4108人。
蒲甘王朝的上座部佛教，开始以南方孟人地区传入的上座部佛教为主，以直通高僧善阿罗汉为宗教首领——国师。因此名为阿罗汉派。阿罗汉死于1115年，终年81岁。此派别的继承人还有般他求。他与国王那罗都不和，于1167年到锡兰，住了6年，较多地受到锡兰大寺派佛教的影响，1173年回到缅甸。从此，缅甸佛教较多受到锡兰佛教的影响。继般他求为国师的是乌多罗尸婆，他于1180年去锡兰，加剧了锡兰佛教的影响。
与乌多罗尸婆同去锡兰的，有他的弟子孟族人车波多等人。车波多在锡兰10年，1190年，车波多同另外四位僧侣，回到缅甸。创立下缅甸大寺派。当时正是缅甸国王拿那拔地薛胡统治时期，越来越多的土地成为寺院土地，僧侣戒律松弛，而大寺派戒律较严，那罗波蒂悉都对于车被多等僧侣的佛法极为推祟，很可能出于纯洁佛教界这一目的。在那罗波蒂悉都的支持下，大寺派在缅甸获得发展。蒲甘的上座部佛教从此分为两派，由阿罗汉从直通传入的一派，称为前派；车波多的大寺派佛教，称为后派。车波多死后，其三个传人对戒礼和戒律，意见分歧，各成一派。于是后派又分为三派，其中以阿难陀和室维利派的影响为大。
另外蒲甘王朝时期还有不受王室支持的阿利僧派，该派提倡饮酒食肉和放荡行为。

## 建筑
蒲甘的古宗教建筑有多种样式，最常见的包括：
- 古式圆顶塔
- 北印度式
- 中印度式
- 南印度式
- 僧伽罗式塔
- 孟族式

聯合國教育科學文化組織曾长期试图将蒲甘定为世界文化遗产无果，今后希望也很小，因为缅甸政府已将蒲甘的许多古庙、古塔重新装修，而且在装修过程中未能保留古建筑原来样貌。
經過蒙古忽必烈入侵及1975年的大地震，蒲甘古城的佛塔數目，由全盛時期的超過5,000座減少至只有2,217座，存留至今，成為東南亞最具考古價值的建築群。根據美國地質調查所（USGS），8月24日當地時間下午5點34分（台灣時間晚間6時34分）緬甸中部發生規模6.8地震，深度84公里。緬甸全國建築都被地牛翻身所晃動。古城蒲甘亦屬受害嚴重的災區之一，據稱當地超過400座建築在不敵強烈晃動下遭損毀，之中包括數百座佛塔。

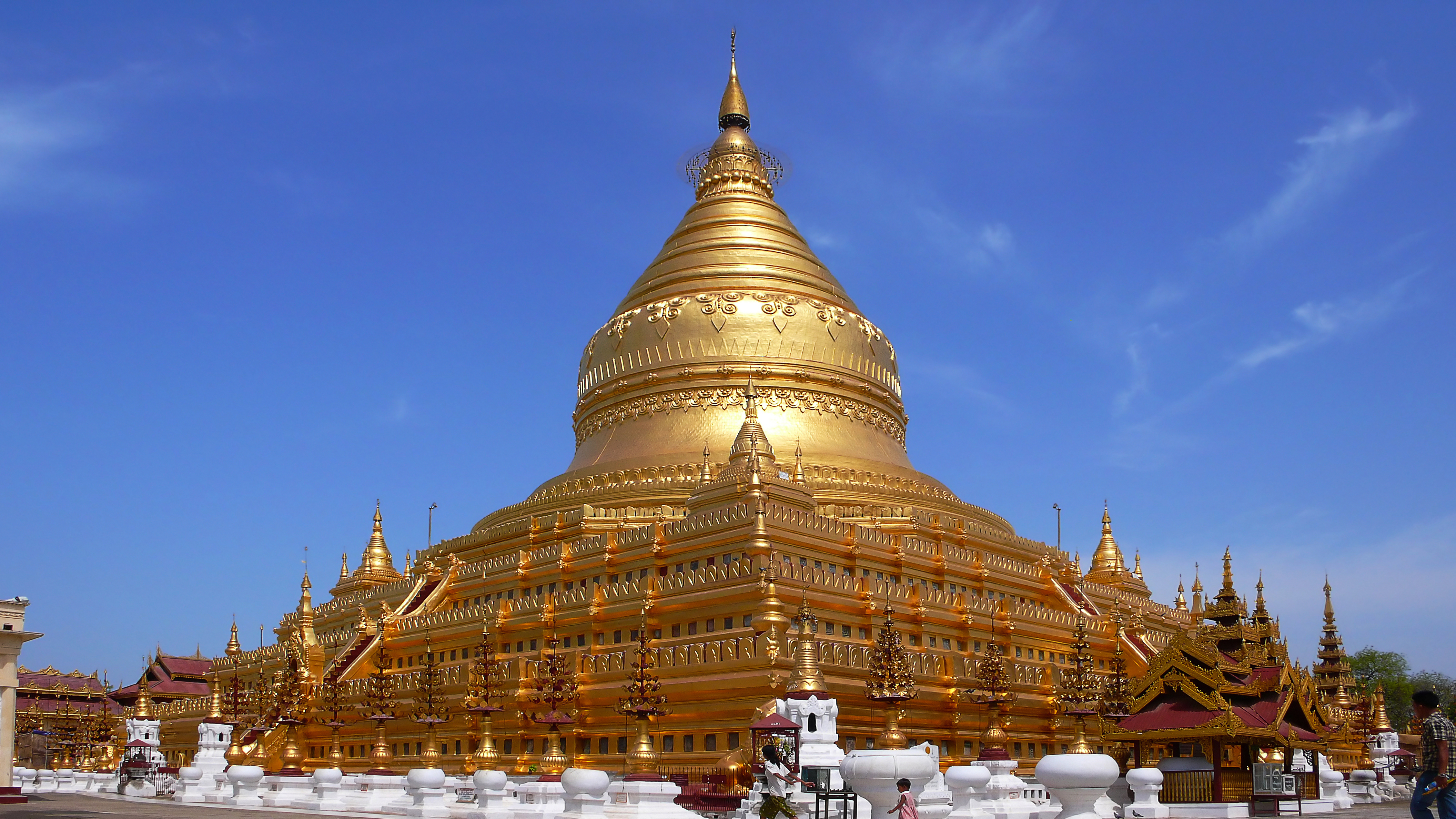
瑞喜宮佛塔
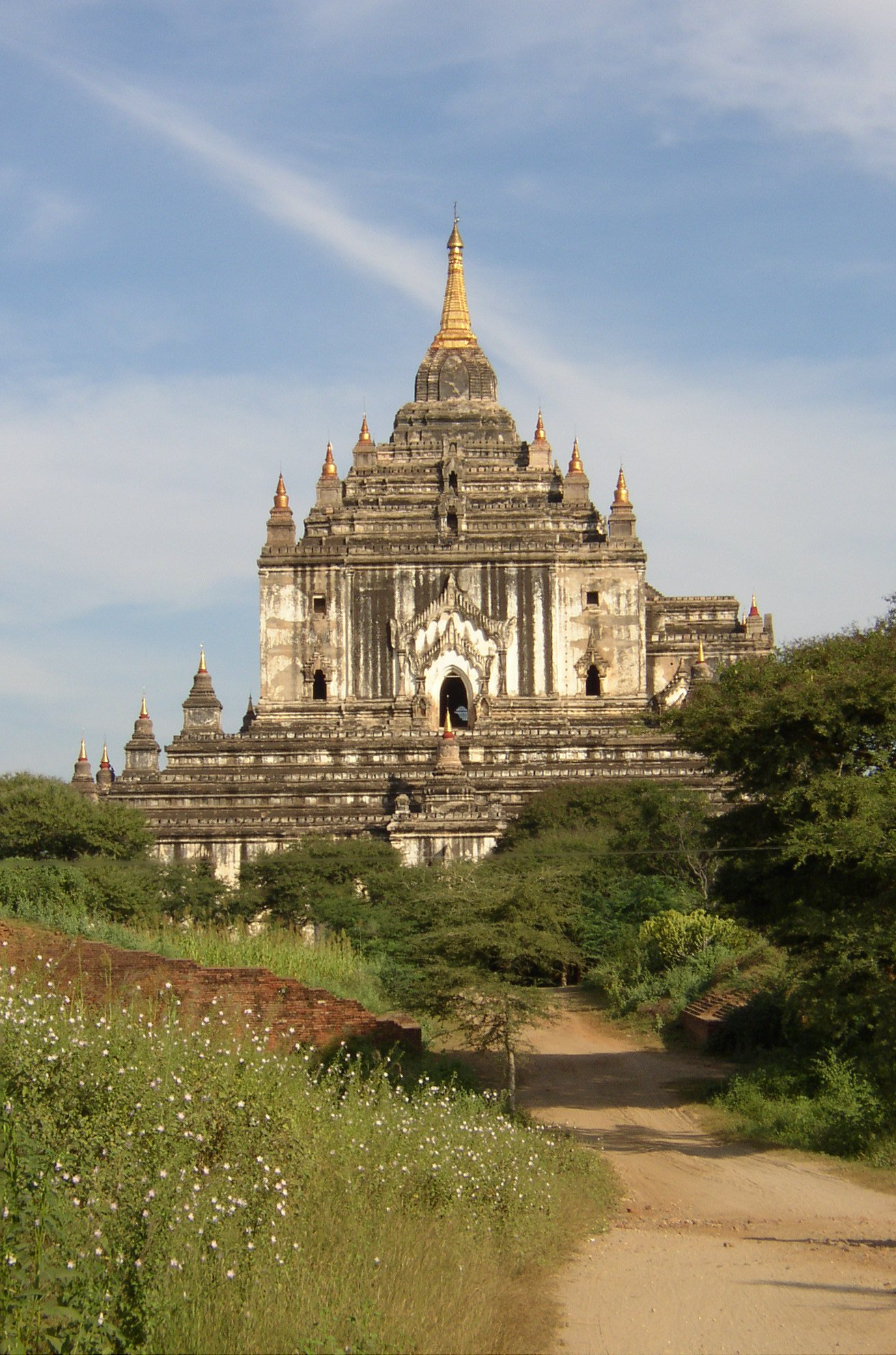
蒲甘大彬奴塔
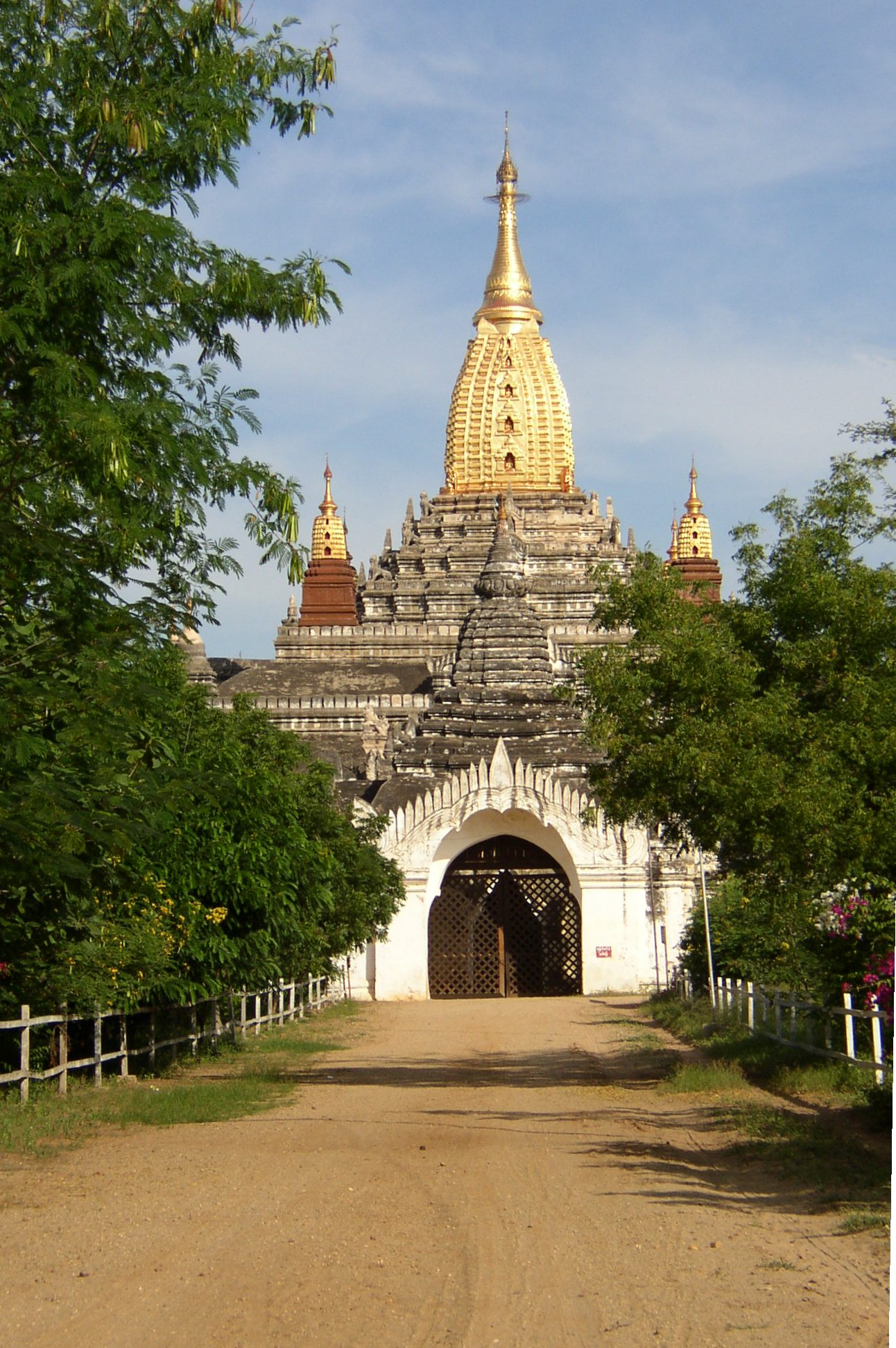
蒲甘阿难陀寺南门
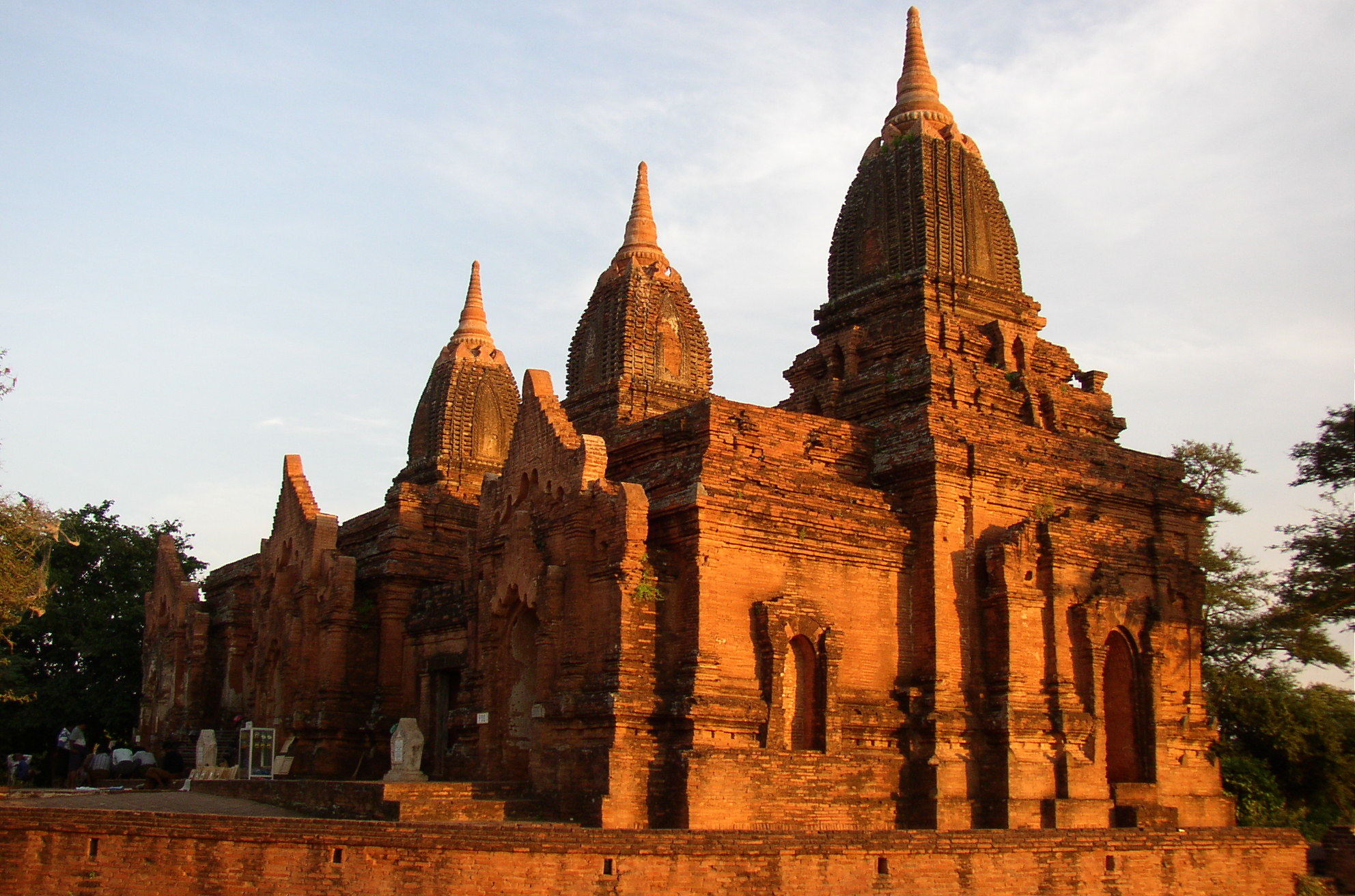
蒙镇式建筑

## 蒲甘王國君主列表
| 中文譯名     | 舊譯名       | 緬甸文 | 英文名             | 关系                  | 在位 （公元）        | 附注                                                                         |
| ------------ | ------------ | ------ | ------------------ | --------------------- | -------------------- | ---------------------------------------------------------------------------- |
| 彬比亚       | 頻耶         |        | Pyinbya            | 开卢之弟              | 846-878 （874-906）  | 将首都从坦巴瓦底（今日的普瓦萨）迁往蒲甘。                                   |
| 丹奈         | 丹尼         |        | Tannet             | 子                    | 878-906 （906-934）  |                                                                              |
| 色雷鄂奎     | 沙里伽維     |        | Sale Ngahkwe       | 篡位者                | 906–915 (934–943)    |                                                                              |
| 登科         | 梯因屈       |        | Theinhko           | 子                    | 915–931 (943–959)    |                                                                              |
| 良吴苏罗汉   | 良宇修羅漢   |        | Nyaung-u Sawrahan  | 篡位者                | 931–964 (959–992)    |                                                                              |
| 宫错姜漂     | 混修恭驃     |        | Kunhsaw Kyaunghpyu | Tannet之子            | 964–986 (992–1014)   |                                                                              |
| 基梭         | 棄須         |        | Kyiso              | Nyaung-u Sawrahan之子 | 986–992 (1014–1020)  |                                                                              |
| 叟格德       | 須迦帝       |        | Sokkate            | 兄弟                  | 992–1044 (1020–1044) |                                                                              |
| 阿奴律陀     |              |        | Anawratha          | Kunsaw Kyaunghpyu之子 | 1044-1077            | 令蒲甘王國統一緬甸，立上座部佛教為國教，創造蒲甘王國文字。                   |
| 蘇盧         | 修羅         |        | Sawlu              | 子                    | 1077-1084            |                                                                              |
| 江喜陀       |              |        | Kyanzittha         | 兄弟                  | 1084-1113            |                                                                              |
| 阿朗悉都     | 阿隆悉都     |        | Alaungsithu        | 孙                    | 1113-1167            | 1113-1160(?)                                                                 |
| 那腊都       | 那羅多       |        | Narathu            | 子                    | 1167-1170            | 1160-1165(?)                                                                 |
| 明因那拉登卡 | 那羅帝因迦   |        | Naratheinkha       | 子                    | 1170-1173            |                                                                              |
| 那腊勃底     | 那羅波帝悉都 |        | Narapatisithu      | 兄弟                  | 1174-1211            |                                                                              |
| 梯罗明罗     | 醯路彌路     |        | Htilominlo         | 子                    | 1211-1234            |                                                                              |
| 加苏瓦       | 迦娑婆       |        | Kyaswa             | 子                    | 1234-1250            |                                                                              |
| 烏茲那       | 烏娑那       |        | Uzana              | 子                    | 1250-1254            |                                                                              |
| 那腊底哈勃德 | 那羅梯訶波帝 |        | Narathihapati      | 子                    | 1254-1287            | 最後一個正式的蒲甘國王，之後蒲甘國分裂，僅轄蒲甘城附近一帶，成為元朝的藩屬。 |
| 觉苏瓦       | 憍苴         |        | Kyawswa            | 子                    | 1287-1298            |                                                                              |
| 苏涅         | 鄒聶         |        | Sawhnit            | 子                    | 1298-1325            |                                                                              |

## 外部連結
- 緬甸歷代君主圖表 （页面存档备份，存于）